# Oakland Raiders 1998
La stagione 1998 degli Oakland Raiders è stata la 29ª della franchigia nella National Football League, la 39ª complessiva. Sotto la direzione del nuovo capo-allenatore Jon Gruden i Raiders salirono a un record di 8-8 ma mancarono l'accesso ai playoff per il quinto anno consecutivo. Nel primo giro del draft scelsero il vincitore dell'Heisman Trophy Charles Woodson che ebbe un impatto immediato, venendo convocato per il Pro Bowl.

## Scelte nel Draft 1998

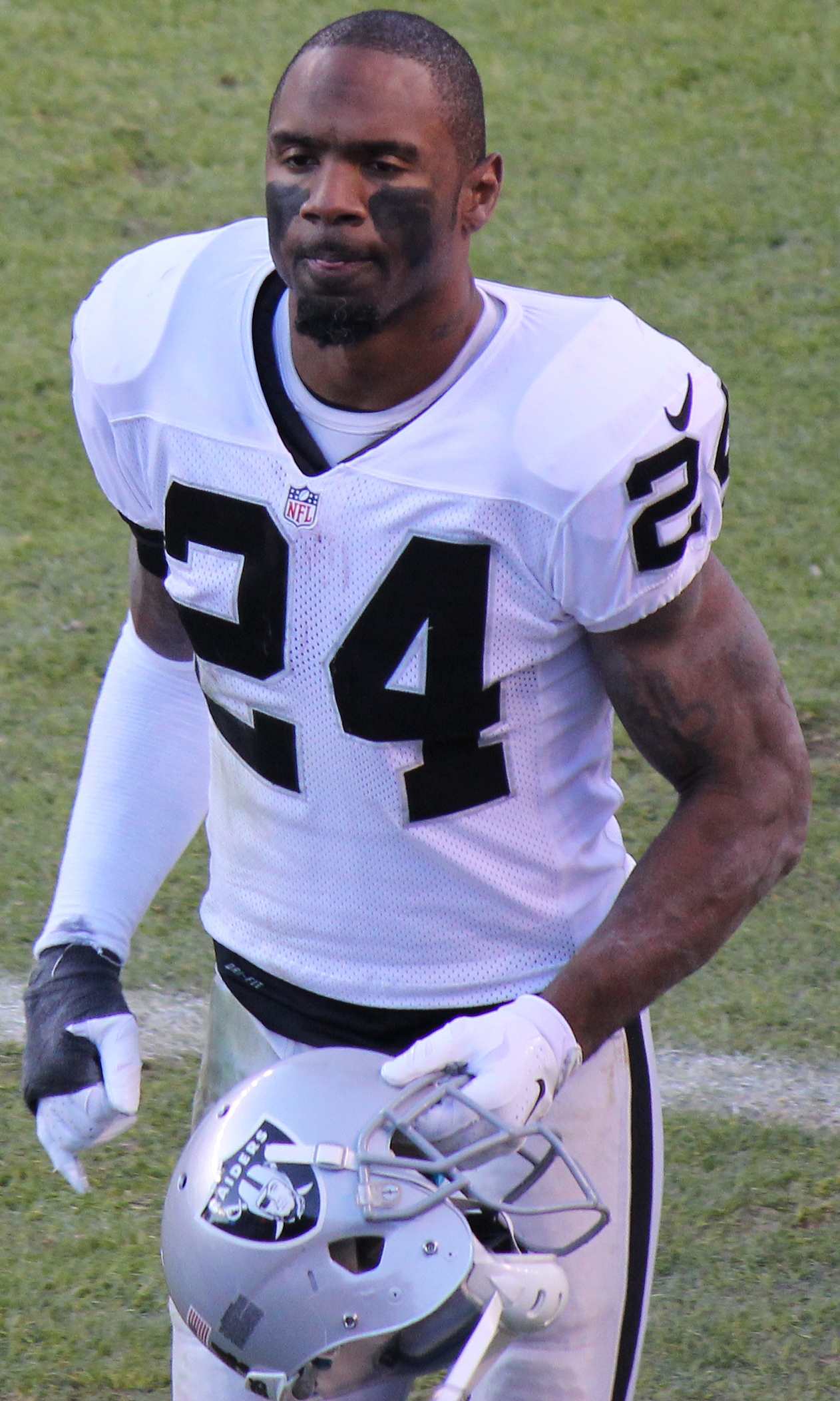
Charles Woodson fu scelto come quarto assoluto dai Raiders nel Draft 1998

| Scelte dei Raiders nel Draft 1998 |        |                  |                  |                  |               |
| Giro                              | Scelta | Giocatore        | Ruolo            | College          | Note          |
| 1                                 | 4      | Charles Woodson  | Cornerback       | Auburn           |               |
| 1                                 | 23     | Mo Collins       | Guard            | Florida          | Da Tampa Bay  |
| 2                                 | 31     | Leon Bender      | Defensive tackle | Washington State |               |
| 3                                 | 63     | Jon Ritchie      | Fullback         | Stanford         |               |
| 4                                 | 109    | Gennaro DiNapoli | Guard            | Virginia Tech    | Da Washington |
| 5                                 | 127    | Jeremy Brigham   | Tight end        | Washington       |               |
| 5                                 | 152    | Travian Smith    | Linebacker       | Oklahoma         |               |

## Roster
| Roster degli Oakland Raiders nel 1998 |
| --- |
| Quarterback - 3 Jeff George Running Back - 26 Napoleon Kaufman - 40 Jon Ritchie FB - 22 Harvey Williams Wide Receiver - 81 Tim Brown - 80 Desmond Howard - 82 James Jett - 84 Kenny Shedd Tight End Offensive Linemen - 73 Darryl Ashmore G - 79 Mo Collins G - 64 Gennaro DiNapoli C - 72 Lincoln Kennedy T - 63 Barret Robbins C - 62 Adam Treu C - 76 Steve Wisniewski G Defensive Linemen - 90 Grady Jackson DT - 51 Lance Johnstone DE - 67 Russell Maryland DT - 96 Darrell Russell DT Linebacker - 54 Greg Biekert Defensive Back - 21 Eric Allen CB - 27 Calvin Branch CB - 24 Charles Woodson CB Special Team |
| Legenda - I rookie sono in corsivo. - Il primo ruolo è il principale mentre gli eventuali successivi indicano i ruoli secondari. - (IR) sta per Injured Reserve ed indica la lista ristretta per un solo giocatore infortunato che può tornare ad allenarsi dopo la settimana 6 e a rientrare in prima squadra dopo che questa ha giocato 8 partite. - (NF-Inj.) / (NF-Ill.) stanno rispettivamente per Non-Football Injured e Non-Football Illness ed indicano le liste dove viene inserito un giocatore che ha un infortunio o una malattia non dipendente dal football americano. - (PUP) sta per Physically Unable to Perform ed indica la lista dove viene inserito un giocatore mentre è in attesa di recuperare la condizione fisica. Nella stagione regolare dopo la sesta partita giocata dalla propria squadra, il giocatore ha tempo tre settimane per riprendere ad allenarsi, più tre settimane aggiuntive dal suo rientro agli allenamenti per rientrare in prima squadra. |

## Calendario
| Stagione regolare |                       |                    |
| Turno             | Avversario            | Risultato          |
| 1                 | at Kansas City Chiefs | S 28–8             |
| 2                 | New York Giants       | V 20–17            |
| 3                 | Denver Broncos        | S 34–17            |
| 4                 | at Dallas Cowboys     | V 13–12            |
| 5                 | at Arizona Cardinals  | V 23–20            |
| 6                 | San Diego Chargers    | V 7–6              |
| 7                 | Settimana di pausa    | Settimana di pausa |
| 8                 | Cincinnati Bengals    | V 27–10            |
| 9                 | at Seattle Seahawks   | V 31–18            |
| 10                | at Baltimore Ravens   | S 13–10            |
| 11                | Seattle Seahawks      | V 20–17            |
| 12                | at Denver Broncos     | S 40–14            |
| 13                | Washington Redskins   | S 29–19            |
| 14                | Miami Dolphins        | S 27–17            |
| 15                | at Buffalo Bills      | S 44–21            |
| 16                | at San Diego Chargers | V 17–10            |
| 17                | Kansas City Chiefs    | S 31–24            |

## Classifiche
| AFC West Division  |    |    |   |      |     |     |     |
|                    | V  | S  | P | %    | PF  | PS  | STR |
| (1) Denver Broncos | 14 | 2  | 0 | .875 | 501 | 309 | W1  |
| Oakland Raiders    | 8  | 8  | 0 | .500 | 288 | 356 | L1  |
| Seattle Seahawks   | 8  | 8  | 0 | .500 | 372 | 310 | L1  |
| Kansas City Chiefs | 7  | 9  | 0 | .438 | 327 | 363 | W1  |
| San Diego Chargers | 5  | 11 | 0 | .313 | 241 | 342 | L5  |

## Premi
- Charles Woodson:

rookie difensivo dell'anno